# Киттери
Киттери (англ. Kittery) — город в округе Йорк, штат Мэн на реке Пискатака. По переписи 2010 года население 9490 человек.

## История
Первое английское поселение возникло на месте современного города около 1623 года. Статус города Киттери был присвоен в 1647 году, жителями города считается что Киттери самое старое муниципальное образование в штате Мэн.
Уильям Пепперелл продолжил дело отца и создал, в начале XVIII века, крупный кораблестроительный и рыболовный бизнес в Киттери. Компания Пепперала вылавливала рыбу солила и отправляла в Европу, также он поставлял в Европу древесину и другие товары из Северной Америки. Другие первые поселенцы занимались охотой, рыболовством и работали на лесозаготовках.
В 1652 году город стал частью английской колонии Массачусетского залива. Киттери расположен напротив Портсмута Нью-Гэмпшир, и был в XVII веке самым густонаселённым городом в округе.

## Население
По переписи 2010 года в городе насчитывалось 9490 человек, 51,7 % мужчин и 48,3 % женщин. Расовый состав города: 95,98 % белые, 1,78 % чёрные, 1,50 % латиноамериканцы, 0,18 % индейцы, 0,65 % азиаты, 0,02 % гавайцы либо жители Океании, 0,45 % другие расы, 0,94 % указавших две или более рас. Плотность населения 206,1 человек на км².

## Известные люди
- Деннис Блэр — американский военный деятель, адмирал, директор Национальной разведки США (2009—2010).
- Уильям Хоуэллс — американский писатель и литературный критик, представитель так называемого «нежного реализма» в литературе США.
- Уильям Пепперелл — торговец и военный деятель в британской колонии Массачусетс-Бэй, организатор и финансист нападения на французскую крепость Луисбург во время войны короля Георга.
- Артур Шоукросс — американский серийный убийца.
- Хант Слонем — американский живописец и скульптор.
- Джон Бенсон — американский архитектор и художник.